# Вердек
Вердек или Ве́ртко (нем. Werdeck; в.-луж. Wjertko) — деревня в Верхней Лужице, Германия. Входит в состав коммуны Краушвиц района Гёрлиц в земле Саксония. Подчиняется административному округу Дрезден.

## География
Находится на левом берегу реки Ныса-Лужицка, являющейся на этом участке государственной границей между Германией и Польшей.
Соседние населённые пункты: на северо-западе — деревня Пехч и юго-востоке — деревня Подрождж.

## История
Впервые упоминается в 1521 году под наименованием Werdig. В средние века входила в Мужаковское княжество. С 1994 года входит в состав современной коммуны Краушвиц.
В настоящее время деревня входит в состав культурно-территориальной автономии «Лужицкая поселенческая область», на территории которой действуют законодательные акты земель Саксонии и Бранденбурга, содействующие сохранению лужицких языков и культуры лужичан.
Исторические немецкие наименования
- Werdig, 1521
- Werdigk, 1542, 1552
- Werdeckh, 1597
- Werdeck, 1704
- Werdeck, 1791

## Население
Официальным языком в населённом пункте, помимо немецкого, является также верхнелужицкий язык.
| 1825 | 1871 | 1885 | 1905 | 1925 | 1946 | 2011 |
| ---- | ---- | ---- | ---- | ---- | ---- | ---- |
| 61   | 52   | 61   | 55   | 60   | 77   | 28   |